# Gad, Timiș
Gad (română Gureni - 1924, sârbă Gad, germană Gad, maghiară Gáad, Gád) este un sat în comuna Ghilad din județul Timiș, Banat, România.

## Istorie

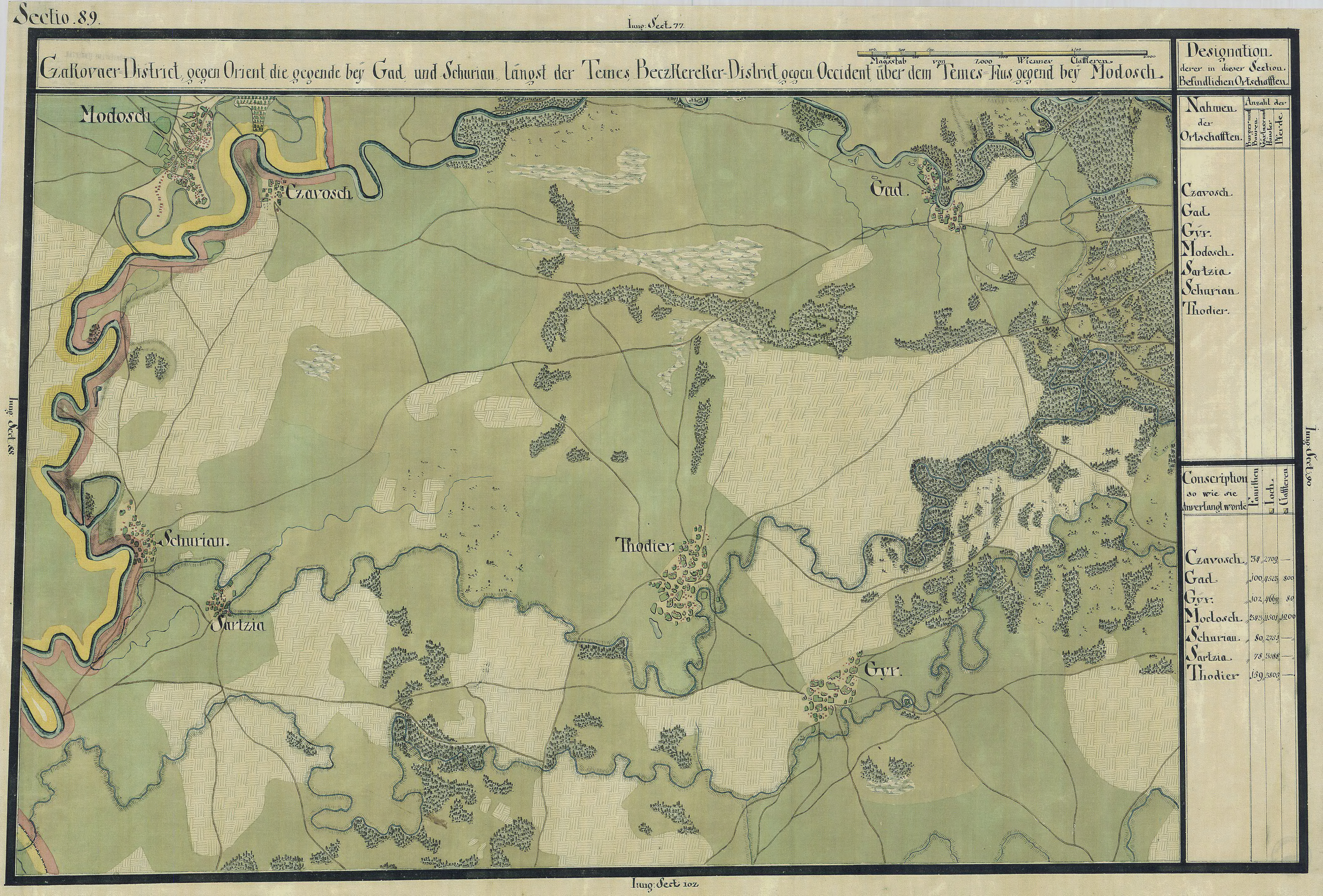
Gad în Harta Iosefină a Banatului, 1769-72

Pe teritoriul satului s-au descoperit urme ale locuirii din epoca bronzului. Tradiția orală susține că pe acest loc s-a înfruntat principele Glad cu ungurii, pe la 895. Satul s-ar fi înființat după retragerea armatelor, fiind numit în cinstea principelui.
Primele mențiuni documentare despre localitate sunt evidențele dijmelor papale care datează din perioada 1332 - 1337. În perioada ocupației turcești a Banatului, a fost locuită, pentru ca la conscripția din 1717 - anul cuceririi Banatului de către austrieci - să apară menționată cu 30 de case. Atunci aparținea districtului Ciacovei. Pe harta contelui Mercy, din 1723, Gadul este menționat ca sat locuit de români. 
Un eveniment important pentru sat a avut loc în 1788, atunci când împăratul Iosif al II-lea și principele Francisc, aflați în drum spre Belgrad (cu ocazia asediului acestuia), au poposit în Gad, în casa lui Petru Miloș. Pentru ospitalitatea de care a dat dovadă, lui Petru Miloș i-a fost dăruit un armăsar de rasă de la Mezőhegyes.
În secolul XIX a avut mai mulți proprietari. Ultimii dintre aceștia au fost Hugo și Bela Gudenus. Conacul Gudenus s-a păstrat până azi.
După inundațiile din 1966, satului i-a fost alipit și teritoriul fostei localități, Fodorhăz, care nu a mai fost reconstruită.

## Clădiri istorice
În Gad se găsește conacul „Gudenus” care datează de la începutul secolului XIX. Acesta face parte din patrimoniul istoric național.